# Râul Galbena, Jiu
Râul Galbena este un curs de apă, afluent al râului Jupâneasa. 